# Framåt, det går igenom
Framåt, det går igenom är en sång av Nils Frykman, tryckt i tidningen Sanningsvittnet den 12 januari 1882, där också melodin av  signaturen J. R. M. (okänd) publicerades (F-dur, 4/4). Texten bearbetades 1986.
Sången är en kamp- och segersång, som ganska mycket påminner om Paul Gerhardts psalm Är Gud i himlen för mig. Den utstrålar glädje och frälsningsvisshet, liksom tydlig inriktning på det himmelska målet. ”Hur Satan nu sig vänder, vad världen tar sig till, till godo allt mig tjänar, ty så min Fader vill.”

## Publicerad i
- Herde-Rösten 1892 som nr 238 under rubriken "Lof och tacksägelse:" .
- Svenska Missionsförbundets sångbok 1920 som nr 333 under rubriken "Guds barns trygghet."
- Psalmer och Sånger 1987 som nr 657 under rubriken "Att leva av tro - Verksamhet - kamp - prövning".[1]